# یواس‌اس فروییو (یی‌پی‌سی‌یی (آر)-۸۵۰)
یواس‌اس فروییو (یی‌پی‌سی‌یی(آر)-۸۵۰) (به انگلیسی: USS Fairview (EPCE(R)-850)) یک کشتی بود که طول آن ۱۸۴ فوت ۶ اینچ (۵۶٫۲۴ متر) بود. این کشتی در سال ۱۹۴۴ ساخته شد.